# Enjoy Antofagasta
Enjoy Antofagasta es un casino de juego en Chile, ubicado en la ciudad de Antofagasta, en la Región de Antofagasta. Es uno de los dos casinos aprobados en 2006 por la Superintendencia de Casinos de Juego para la Región de Antofagasta, junto con Casino Sol Calama.
El casino cuenta con 1328 posiciones de juego. Posee 41 mesas de juego, 248 posiciones de bingo y 770 máquinas de azar.

## Acceso
El casino se ubica en Avenida Angamos 01455, frente al Parque Cultural Huanchaca. Se puede acceder por transporte público mediante las líneas de microbuses 102, 103, 104, 107, 119, 121 y 129 del TransAntofagasta.